# Campeonato Mundial de Fútbol Playa (BSWW)
El Campeonato Mundial de Fútbol Playa (Beach Soccer World Championship en inglés) fue el principal torneo de Fútbol Playa disputado por selecciones masculinas entre 1995 y 2004, el cual fue sustituido por la Copa Mundial de Fútbol Playa de FIFA en 2005.
El torneo se jugó anualmente en Brasil principalmente en Río de Janeiro durante todas sus ediciones, bajo la supervisión de la Beach Soccer Worldwide, el cual coronaba al Campeón del Mundo. Debido al rápido crecimiento de este deporte FIFA tomó interés en él y en su principal torneo a nivel mundial, y en 2005 unió fuerzas con la BSWW tomando así control de la organización de la competición y reformulándola como un nuevo torneo FIFA oficial. 
Brasil fue el equipo más exitoso, coronándose nueve veces de las diez ediciones jugadas.

## Clasificación
Debido a que no existía un medio de clasificación a este torneo, ya que FIFA no tenía relación alguna y tampoco
las confederaciones (Conmebol, UEFA, Concacaf, AFC, CAF, OFC), los equipos debían ser invitados por el organismo.

## Historia
El primer Campeonato Mundial de Fútbol Playa fue jugado en Brasil en 1995, organizado por la Beach Soccer Worldwide.
Un total de 8 equipos fueron elegidos para competir, sin tener que pasar un proceso eliminatorio. Aun así, Brasil, el equipo local, dominó y ganó fácilmente la copa sin perder ningún partido. El certamen fue un éxito, y la BSWW anunció que el torneo sería disputado anualmente. 
Desde 1995, participaban un máximo de 8 selecciones, en 1997 sería cambiado a 10, y extendido a 12 en 1999 expandiendo la selección de países a lo largo de cinco continentes. Sin embargo no sería hasta la Copa Mundial de 2001 donde Brasil perdería el título luego de seis años consecutivos ganandolo, donde Portugal se haría con el trofeo.
Con Portugal como nuevo campeón, más países pensaron que tendrían una chance de ganar el título y esto encendió interés mundialmente.
Sin sorprender, Brasil se hizo con el trofeo nuevamente en 2002, cuando se redujo nuevamente los participantes a 8. La última edición de este torneo organizada puramente por BSWW fue en 2004 donde 12 equipos jugaron, antes de ser reemplazada totalmente por la
Copa Mundial de Fútbol Playa de FIFA.

## Campeonatos
| Año          | Sede              | Campeón  | Final Resultado | Subcampeón     | Tercer lugar   | Resultado | Cuarto lugar   |
| ------------ | ----------------- | -------- | --------------- | -------------- | -------------- | --------- | -------------- |
| 1995 Detalle | Río de Janeiro    | Brasil   | 8:1             | Estados Unidos | Inglaterra     | 7:6       | Italia         |
| 1996 Detalle | Río de Janeiro    | Brasil   | 3:0             | Uruguay        | Italia         | 4:3       | Estados Unidos |
| 1997 Detalle | Río de Janeiro    | Brasil   | 5:2             | Uruguay        | Estados Unidos | 5:1       | Argentina      |
| 1998 Detalle | Río de Janeiro    | Brasil   | 9:2             | Francia        | Uruguay        | 6:3       | Perú           |
| 1999 Detalle | Río de Janeiro    | Brasil   | 5:2             | Portugal       | Uruguay        | 7:6       | Perú           |
| 2000 Detalle | Río de Janeiro    | Brasil   | 6:2             | Perú           | España         | 6:3       | Japón          |
| 2001 Detalle | Mata de São João  | Portugal | 9:3             | Francia        | Argentina      | 6:5       | Brasil         |
| 2002 Detalle | Guarujá y Vitória | Brasil   | 6:5             | Portugal       | Uruguay        | 5:3       | Tailandia      |
| 2003 Detalle | Río de Janeiro    | Brasil   | 8:2             | España         | Portugal       | 7:4       | Francia        |
| 2004 Detalle | Río de Janeiro    | Brasil   | 6:4             | España         | Portugal       | 5:1       | Italia         |

### Palmarés

#### Copa Mundial de Beach Soccer Worldwide
| Equipo         | Campeón                                                  | Subcampeón     | Tercer lugar         | Cuarto lugar   |
| -------------- | -------------------------------------------------------- | -------------- | -------------------- | -------------- |
| Brasil         | 9 (1995, 1996, 1997, 1998, 1999, 2000, 2002, 2003, 2004) |                |                      | 1 (2001)       |
| Portugal       | 1 (2001)                                                 | 2 (1999, 2002) | 2 (2003, 2004)       |                |
| Uruguay        |                                                          | 2 (1996, 1997) | 3 (1998, 1999, 2002) |                |
| España         |                                                          | 2 (2003, 2004) | 1 (2000)             |                |
| Francia        |                                                          | 2 (1998, 2001) |                      | 1 (2003)       |
| Estados Unidos |                                                          | 1 (1995)       | 1 (1997)             | 1 (1996)       |
| Perú           |                                                          | 1 (2000)       |                      | 2 (1998, 1999) |
| Italia         |                                                          |                | 1 (1996)             | 2 (1995, 2004) |
| Argentina      |                                                          |                | 1 (2001)             | 1 (1997)       |
| Inglaterra     |                                                          |                | 1 (1995)             |                |
| Japón          |                                                          |                |                      | 1 (2000)       |
| Tailandia      |                                                          |                |                      | 1 (2002)       |

## Clasificación general
Notas
- (G)Victoria: 3 puntos
- (P)Victoria en tiempo extra o penales: 2 puntos
- (D)Derrota: 0 puntos
- (PPP)Promedio puntos por partido

| Pos | País           | Apar | PJ | G  | P | D  | GF  | GC  | Dif  | Pts | PPP  | Vic %        |
| --- | -------------- | ---- | -- | -- | - | -- | --- | --- | ---- | --- | ---- | ------------ |
| 1   | Brasil         | 10   | 50 | 48 | 0 | 2  | 422 | 123 | +299 | 144 | 2.88 | 96 (48–2)    |
| 2   | Portugal       | 8    | 35 | 23 | 1 | 11 | 177 | 119 | +58  | 71  | 2.03 | 68.6 (24–11) |
| 3   | Uruguay        | 10   | 39 | 16 | 4 | 19 | 155 | 155 | 0    | 56  | 1.44 | 51.3 (20–19) |
| 4   | Estados Unidos | 9    | 33 | 15 | 0 | 18 | 112 | 138 | −26  | 45  | 1.36 | 45.5 (15–18) |
| 5   | España         | 7    | 27 | 14 | 1 | 12 | 109 | 108 | +1   | 44  | 1.63 | 55.6 (15–12) |
| 6   | Italia         | 10   | 36 | 12 | 1 | 23 | 128 | 183 | −55  | 38  | 1.06 | 36.1 (13–23) |
| 7   | Francia        | 8    | 29 | 11 | 1 | 17 | 115 | 154 | −39  | 35  | 1.21 | 41.4 (12–17) |
| 8   | Perú           | 5    | 21 | 11 | 0 | 10 | 81  | 78  | +3   | 33  | 1.57 | 52.4 (11–10) |
| 9   | Argentina      | 8    | 30 | 10 | 0 | 20 | 82  | 122 | −40  | 30  | 1    | 33.3 (10–20) |
| 10  | Japón          | 4    | 14 | 3  | 1 | 10 | 40  | 78  | −38  | 11  | 0.79 | 28.6 (4–10)  |
| 11  | Inglaterra     | 1    | 5  | 2  | 0 | 3  | 20  | 31  | −11  | 6   | 1.2  | 40 (2–3)     |
| 12  | Canadá         | 2    | 6  | 2  | 0 | 4  | 22  | 37  | −15  | 6   | 1    | 33.3 (2–4)   |
| 13  | Tailandia      | 1    | 5  | 1  | 1 | 3  | 13  | 21  | −8   | 5   | 1    | 40 (2–3)     |
| 14  | Venezuela      | 2    | 5  | 1  | 0 | 4  | 14  | 16  | −2   | 3   | 0.6  | 20 (1–4)     |
| 15  | Rusia          | 1    | 3  | 1  | 0 | 2  | 7   | 10  | −3   | 3   | 1    | 33.3 (1–2)   |
| 16  | Dinamarca      | 1    | 3  | 1  | 0 | 2  | 10  | 16  | −6   | 3   | 1    | 33.3 (1–2)   |
| 17  | Chile          | 1    | 4  | 1  | 0 | 3  | 14  | 22  | −8   | 3   | 0.75 | 25 (1–3)     |
| 18  | Suiza          | 1    | 3  | 1  | 0 | 2  | 9   | 17  | −8   | 3   | 1    | 33.3 (1–2)   |
| 19  | Alemania       | 4    | 9  | 1  | 0 | 8  | 22  | 56  | −34  | 3   | 0.33 | 11.1 (1–8)   |
| 20  | Turquía        | 1    | 2  | 0  | 0 | 2  | 1   | 5   | −4   | 0   | 0    | 0            |
| 21  | Malasia        | 1    | 2  | 0  | 0 | 2  | 4   | 13  | −9   | 0   | 0    | 0            |
| 22  | Sudáfrica      | 1    | 2  | 0  | 0 | 2  | 2   | 14  | −12  | 0   | 0    | 0            |
| 23  | Bélgica        | 1    | 2  | 0  | 0 | 2  | 5   | 18  | −13  | 0   | 0    | 0            |
| 24  | Países Bajos   | 1    | 3  | 0  | 0 | 3  | 7   | 30  | −23  | 0   | 0    | 0            |

## Premios y reconocimientos

### Goleadores por torneo
| Año  | Jugador                   | Selección               | Goles |
| ---- | ------------------------- | ----------------------- | ----- |
| 1995 | Zico Alessandro Altobelli | Brasil Italia           | 12    |
| 1996 | Alessandro Altobelli      | Italia                  | 14    |
| 1997 | Júnior Venancio Ramos     | Brasil Uruguay          | 11    |
| 1998 | Júnior                    | Brasil                  | 14    |
| 1999 | Júnior Gustavo Matosas    | Brasil Uruguay          | 10    |
| 2000 | Júnior                    | Brasil                  | 13    |
| 2001 | Alan Cavalcanti           | Portugal                | 10    |
| 2002 | Neném Madjer Nico         | Brasil Portugal Uruguay | 9     |
| 2003 | Neném                     | Brasil                  | 15    |
| 2004 | Madjer                    | Portugal                | 12    |

### Mejor jugador del torneo
| Año  | Jugador         | Selección |
| ---- | --------------- | --------- |
| 1995 | Zico Júnior     | Brasil    |
| 1996 | Edinho          | Brasil    |
| 1997 | Júnior          | Brasil    |
| 1998 | Júnior          | Brasil    |
| 1999 | Jorginho        | Brasil    |
| 2000 | Júnior          | Brasil    |
| 2001 | Hernâni Neves   | Portugal  |
| 2002 | Neném           | Portugal  |
| 2003 | Ramiro Amarelle | España    |
| 2004 | Jorginho        | Brasil    |

### Mejor portero
| Jugador           | Selección | Año  |
| ----------------- | --------- | ---- |
| Paulo Sergio      | Brasil    | 1995 |
| Paulo Sergio      | Brasil    | 1996 |
| Paulo Sergio      | Brasil    | 1997 |
| Paulo Sergio      | Brasil    | 1998 |
| Pedro Crespo      | Portugal  | 1999 |
| Eichi Kato        | Japón     | 2000 |
| Pascal Olmeta     | Francia   | 2001 |
| Vilarb Nomcharoen | Tailandia | 2002 |
| Robertinho        | Brasil    | 2003 |
| Roberto Valeiro   | España    | 2004 |

## Goleadores históricos
| Posición | Jugador              | Selección      | Goles |
| -------- | -------------------- | -------------- | ----- |
| 1        | Júnior               | Brasil         | 71    |
| 2        | Neném                | Brasil         | 55    |
| 3        | Júnior Negão         | Brasil         | 54    |
| 4        | Madjer               | Portugal       | 52    |
| 5        | Jorginho             | Brasil         | 43    |
| 6        | Alan                 | Portugal       | 37    |
| 7        | Venancio Ramos       | Uruguay        | 34    |
| 8        | Amarelle             | España         | 32    |
| 9        | Alessandro Altobelli | Italia         | 30    |
| 9        | Benjamin             | Brasil         | 30    |
| 11       | Cláudio Adão         | Brasil         | 28    |
| 12       | Edinho               | Brasil         | 25    |
| 12       | Juninho              | Brasil         | 25    |
| 14       | Zico                 | Brasil         | 23    |
| 15       | Hernâni              | Portugal       | 22    |
| 15       | Magal                | Brasil         | 22    |
| 17       | Gabriel Silvera      | Uruguay        | 20    |
| 18       | Gustavo Matosas      | Uruguay        | 18    |
| 19       | Zak Ibsen            | Estados Unidos | 17    |
| 19       | Nico                 | Uruguay        | 17    |
| 19       | Jorge Olaechea       | Perú           | 17    |
| 19       | Carlos Russo         | Argentina      | 17    |